# ديف نيومان (لاعب كرة قدم كندية)
ديف نيومان (بالإنجليزية: Dave Newman)‏ هو لاعب كرة قدم كندية أمريكي، ولد في 11 يونيو 1956 في كيركفيل في الولايات المتحدة.